# あいにきて I・NEED・YOU!
「あいにきて I・NEED・YOU!」（あいにきて アイ・ニード・ユー!）は、GO-BANG'Sの4枚目のシングル。

## 解説
アルペンのCFソング。自身最大のヒット曲となった。「ミュージックステーション」「歌のトップテン」などに初出演した。1990年代を強く意識した明るい曲調の楽曲であるが、80年代最後のシングルでもある。そのため、後年に森若がインタビューなどで本曲を「ギリで80年代の曲」と発言していた。
オリコン初登場は3位で、発売2週目と5週目に最高位の2位を記録。その時の1位はどちらも工藤静香の『くちびるから媚薬』だった。
2014年3月、広島市内にあるショッピングモール「パセーラ」の20周年誕生祭のテレビCMの挿入歌として起用された（「20（にじゅう）」を「need you（ニージュー）」とかけた）。2021年1月からはJR東日本『行くぜ、東北。』キャンペーンのCMソングに使用された。

## 収録曲
全編曲：白井良明
1. あいにきて I・NEED・YOU!
  - 作詞・作曲：森若香織
2. ボーイ・ハント
  - 作詞：HOWARD GREENFIELD / 日本語詞：森若香織 / 作曲：NEIL SEDAKA

コニー・フランシスの「オールディーズナンバー」をカヴァー。

## カバー
- Mi - 音楽配信のみ